# Joan D. Vingeová
Joan D. Vingeová (rozená Joan Carol Dennisonová, * 2. dubna 1948, Baltimore, Maryland, USA) je americká spisovatelka science fiction. Studovala antropologii a krátkou dobu pracovala jako archeoložka. Během spisovatelské kariéry se zabývala i novelizacemi (románovými přepisy) filmů, např. Šílený Max a Dóm hromu (Mad Max III), Jestřábí žena aj.
Jejím prvním manželem byl v letech 1972–1979 spisovatel vědeckofantastické literatury Vernor Vinge, který ji přivedl k psaní. Druhým manželem se stal v roce 1980 James Frenkel. 
Její díla Sněhová královna (román) a Eyes of Amber (noveleta) získala cenu Hugo, Sněhová královna i cenu Locus.